# Зубицкий, Даниил Никифорович
Даниил Никифорович Зубицкий (29 февраля 1924, Покотилово, Киевская губерния — 3 декабря 2003, Киев) — советский и украинский фитотерапевт, представитель нетрадиционной медицины, основатель серии аптек «Народная медицина Даниила Зубицкого», академик Академии проблем человека, академик Академии экологических наук, лауреат премии имени В. И. Вернадского.

## Биография
Родился 29 февраля 1924 года в селе Покотилово, в семье врача Никифора Григорьевича Зубицкого. В 17 лет вместе с отцом и братом Александром участвовал в ополчении, помогал отцу лечить больных в партизанском отряде. В 1953 году окончил Одесский медицинский институт. Работал врачом в Кировоградской и Николаевской областях.
Основы его методики по созданию лекарственных препаратов происходят от традиций народной медицины. Технология изготовления лекарств по рецептам Даниила Зубицкого основана на использовании живых растений, когда переработка сырья производится в день сбора. При этом готовые лекарства сохраняются от одного до пяти лет без охлаждения и защиты от света. Основанная им серия аптек «Народная медицина Даниила Зубицкого» стала результатом 50-летнего труда.
В 1991 году Зубицкий получил первые авторские свидетельства на свои лекарства. В 1999 году Даниил Зубицкий издал книгу «Аптека народных лекарств». Учёный создал Братство народного лечения, открыл более ста аптек на Украине, где реализуют около 250 наименований лекарственных препаратов.
С 1971 года жил в Киеве. Вместе с женой Анной Артёмовной воспитал троих сыновей, старший из которых — Александр, продолжает дело отца. Он является врачом-гастроэнтерологом высшей категории, врач народной и нетрадиционной медицины, главный врач ООО «Фито-Данимир», Президент Благотворительного фонда Даниила Зубицкого. Другой сын, Владимир, стал музыкантом. Вторая жена — Наталья Земная. Невестка Наталья — генеральный директор ООО «Фито-Данимир». Дочь Александра и Натальи, Виктория Зубицкая — врач терапевт, врач УЗИ, генеральный директор ООО «Фитотерапия Зубицких».
Умер 3 декабря 2003 года. Похоронен на городском кладбище «Берковцы».

## Труды
- Зубицький Данило Никифорович. Аптека народних ліків: збірка анотацій / Д. Н. Зубицький, Н. П. Зубицька. — 3.вид. — Київ: Феміна, 1996. — 96 с.